# Nahant (Massachusetts)
Nahant é uma vila localizada no condado de Essex no estado estadounidense de Massachusetts. No Censo de 2010 tinha uma população de 3.410 habitantes e uma densidade populacional de 85,1 pessoas por km².

## Geografia
Nahant encontra-se localizado nas coordenadas 42° 25′ 08″ N, 70° 55′ 47″ O. Segundo o Departamento do Censo dos Estados Unidos, Nahant tem uma superfície total de 40.07 km², da qual 2.71 km² correspondem a terra firme e (93.24%) 37.36 km² é água.

## Demografia
Segundo o censo de 2010, tinha 3.410 pessoas residindo em Nahant. A densidade populacional era de 85,1 hab./km². Dos 3.410 habitantes, Nahant estava composto pelo 96.48% brancos, o 0.47% eram afroamericanos, o 0.09% eram amerindios, o 1.7% eram asiáticos, o 0% eram insulares do Pacífico, o 0.56% eram de outras raças e o 0.7% pertenciam a duas ou mais raças. Do total da população o 1.52% eram hispanos ou latinos de qualquer raça.